# 人绒毛膜促性腺激素
人绒毛膜促性腺激素（英語：Human chorionic gonadotropin，简写为hCG）是一种糖蛋白激素，由胎盤的滋胚層細胞分泌，主要功能是刺激黃體，有利於雌激素和黃體酮持續分泌，以促進子宮蛻膜形成，使胎盤生長成熟。胚胎一旦著床後，滋胚層細胞就會開始分泌hCG，所以可以透過血中或尿中hCG值來判斷妊娠。
由244个氨基酸残基组成，化学式为：C1453H2318O585N342S26分子量36.7kDa，大小7.5×3.5×3纳米。为异源二聚体，其α亚基与促黄体素（LH）、促滤泡素（FSH）和促甲狀腺激素（TSH）的α亚基相同，其β亚基则不同。α亚基含92个氨基酸残基，β亚基含145个氨基酸残基。
女性体内hCG的合成在受孕后显著提高，血浆和尿液中hCG的存在是怀孕的最早期信号之一，用于妊娠检测。